# San Miguel del Arroyo
San Miguel del Arroyo è un comune spagnolo di 775 abitanti situato nella comunità autonoma di Castiglia e León.